# Yvon Becaus
Yvon Becaus (Gosselies, 9 april 1936 - Mechelen, 2 december 2016) was een Belgisch bokser en voormalig Belgisch kampioen halfzwaargewichten.

## Levensloop
Becaus kwam tijdens de Olympische Zomerspelen 1960 te Rome uit tegen Cassius Clay die later zijn naam veranderde in Muhammad Ali. Tijdens de tweede ronde legde de scheidsrechter de kamp stil en verklaarde Clay tot winnaar. Clay won later in dit toernooi de gouden medaille. Na Becaus vochten ook de Belgen Jean-Pierre Coopman en Albert Syben tegen de Amerikaanse wereldkampioen.
Na zijn deelname aan de Spelen tekende Becaus een profcontract maar na drie opeenvolgende nederlagen hing hij zijn handschoenen aan de haak.